# Nemcia rubra
Nemcia rubra är en ärtväxtart som beskrevs av Michael Douglas Crisp. Nemcia rubra ingår i släktet Nemcia och familjen ärtväxter. Inga underarter finns listade i Catalogue of Life.